# Gare des Longevilles - Rochejean
La gare des Longevilles - Rochejean est une gare ferroviaire française, fermée, située sur le territoire de la commune de Longevilles-Mont-d'Or, à proximité de Rochejean, dans le département du Doubs, en région Bourgogne-Franche-Comté.
Sa desserte, qui était réalisée uniquement par le service hivernal TER Bourgogne-Franche-Comté « La Gentiane Bleue », n'a plus été reconduite du fait de la suppression de ce train après 2023.

## Situation ferroviaire
Établie à 892 mètres d'altitude, la gare des Longevilles - Rochejean est située au point kilométrique (PK) 454,173 de la ligne de Dijon-Ville à Vallorbe (frontière), entre les gares ouvertes de Labergement-Sainte-Marie et de Vallorbe, dont elle est séparée par la frontière entre la France et la Suisse.
La frontière est située au PK 459,614, à l'intérieur du tunnel du Mont-d'Or dont l'entrée est à moins de 400 m de la gare, au PK 454,504. Ce tunnel, étant en pente vers la Suisse et dépendant donc du réseau hydrographique de l'Orbe, situe la gare des Longevilles - Rochejean sur une ligne de partage des eaux.

## Histoire
La desserte régulière de la gare a cessé vers 1990. En 2015, lors des festivités du centenaire de la ligne Frasne – Vallorbe, plusieurs arrêts d'un autorail Picasso y sont effectués.
Depuis les dernières circulations réalisées en 2023, le service hivernal « La Gentiane Bleue » du réseau TER Bourgogne-Franche-Comté, destiné aux skieurs se rendant à la station de Métabief, n'existe plus ; il s'agissait de la seule desserte encore existante des Longevilles - Rochejean, le train concerné étant en provenance de Dijon (via Genlis, Auxonne et Dole). En effet, en raison du manque d'enneigement, il n'avait pas été reconduit en 2024 ; en 2025 (malgré de bonnes chutes de neige), le caractère imprévisible de la météo, conjugué au coût devenu trop important de la mise en place du service dans un contexte de baisse continuelle de sa fréquentation, expliquent sa suppression.

## Fréquentation
Selon les estimations de la SNCF, la fréquentation annuelle de la gare figure dans le tableau ci-dessous.
| Année               | 2023 | 2022 | 2021 | 2020 | 2019 | 2018 | 2017 | 2016 | 2015 |
| ------------------- | ---- | ---- | ---- | ---- | ---- | ---- | ---- | ---- | ---- |
| Nombre de voyageurs | 625  | 368  | 259  | 239  | 834  | 666  | 845  | 637  | 665  |